# Ловча (Доні Кукурузари)
Ловча (хорв. Lovča) — населений пункт у Хорватії, у Сисацько-Мославинській жупанії у складі громади Доні Кукурузари.

## Населення
Населення за даними перепису 2011 року становило 19 осіб.
Динаміка чисельності населення поселення:

## Клімат
Середня річна температура становить 10,18 °C, середня максимальна — 23,51 °C, а середня мінімальна — -5,12 °C. Середня річна кількість опадів — 1104 мм.
| Клімат поселення                              | Клімат поселення | Клімат поселення | Клімат поселення | Клімат поселення | Клімат поселення | Клімат поселення | Клімат поселення | Клімат поселення | Клімат поселення | Клімат поселення | Клімат поселення | Клімат поселення | Клімат поселення |
| Показник                                      | Січ.             | Лют.             | Бер.             | Квіт.            | Трав.            | Черв.            | Лип.             | Серп.            | Вер.             | Жовт.            | Лист.            | Груд.            |                  |
| Середній максимум, °C                         | 6,95             | 7,98             | 11,90            | 15,78            | 20,29            | 23,51            | 22,50            | 22,10            | 18,58            | 14,20            | 8,76             | 5,06             |                  |
| Середня температура, °C                       | 0,92             | 1,94             | 5,86             | 9,74             | 14,25            | 17,46            | 19,28            | 18,90            | 15,39            | 11,00            | 5,56             | 1,85             |                  |
| Середній мінімум, °C                          | −5,12            | −4,1             | −0,18            | 3,70             | 8,22             | 11,43            | 16,10            | 15,70            | 12,19            | 7,79             | 2,36             | −1,36            |                  |
| Норма опадів, мм                              | 68               | 68               | 78               | 93               | 96               | 106              | 97               | 96               | 99               | 102              | 111              | 90               |                  |
| Середньомісячна швидкість вітру, м/с          | 1.84             | 1.97             | 2.30             | 2.24             | 2.08             | 1.84             | 1.80             | 1.70             | 1.73             | 1.86             | 1.91             | 1.95             |                  |
| Середньомісячна сонячна радіація, кДж/м²·день | 4469             | 7188             | 10833            | 15178            | 19246            | 21293            | 22580            | 19569            | 14572            | 9235             | 4999             | 3690             |                  |
| --------------------------------------------- | ---------------- | ---------------- | ---------------- | ---------------- | ---------------- | ---------------- | ---------------- | ---------------- | ---------------- | ---------------- | ---------------- | ---------------- | ---------------- |
| Джерело:                                      |                  |                  |                  |                  |                  |                  |                  |                  |                  |                  |                  |                  |                  |